# Caladoc
‘Caladoc’ ist eine Rotweinsorte. Es handelt sich um eine Neuzüchtung aus Grenache und Malbec, die in Frankreich, vor allem an der Rhône, angebaut wird.

## Abstammung
‘Caladoc’ ist eine Kreuzung der Sorten ‘Grenache’ × ‘Cot’ (= ‘Malbec’). Gezüchtet wurde die Sorte im Jahr 1958 von Paul Truel am Institut national de la recherche agronomique in Montpellier (kurz INRA).

## Verbreitung
Aktuell beträgt die bestockte Rebfläche in Frankreich ca. 2449 ha (Stand 2007). Die Tendenz ist nach wie vor steigend. Ihr Anbau ist in den Départements Ardèche, Aude, Aveyron, Korsika, Gers, Gironde, Hérault, Landes, Loire-Atlantique, Lot, Lot-et-Garonne, Maine-et-Loire, Nièvre, Pyrénées Atlantiques, Pyrénées Orientales, Tarn-et-Garonne und Var zugelassen oder sogar empfohlen. Kleine Anpflanzungen sind auch in Argentinien und Portugal bekannt. Kleinste Bestände wurden in der Schweiz erhoben (0,06 Hektar, Stand 2009, Quelle: Office fédéral de l'agriculture OFAG).

## Ampelographische Sortenmerkmale
- Die Triebspitze ist offen. Sie ist wollig behaart, grünlich mit leicht weißen Anflug.
- Die hellgrünen Jungblätter sind fast unbehaart.
- Die mittelgroßen Blätter sind dreilappig und schmal gebuchtet. Die Stielbucht ist U-förmig offen. Das Blatt ist spitz gesägt. Die Blattoberfläche, auch Blattspreite genannt, ist blasig derb.
- Die walzen- bis konusförmige Traube ist manchmal geschultert, groß (im Mittel 270 g schwer) und recht dichtbeerig. Die leicht länglichen Beeren sind mittelgroß (sie wiegen durchschnittlich 2,3 g) mit bläulich-violetter Farbe und sind sehr tanninreich.

Reife: spät – reift unter vergleichbaren Bedingungen ca. 25 – 28 Tage nach dem ‘Gutedel’.

## Wein
Die erzeugten Rotweine haben eine dunkle Farbe und sind sehr tanninreich. Neben guten Rotweinen erzeugt man auch feine und ausgewogene Roséweine.

## Eigenschaften
Die Sorte ähnelt eher ‘Grenache’ (der Mutterrebe) als ‘Malbec’ und neigt deutlich weniger zum Verrieseln als der ‘Grenache’.